# Being for the Benefit of Mr. Kite!
〈Being for the Benefit of Mr. Kite!〉는 1967년 음반 《Sgt. Pepper's Lonely Hearts Club Band》의 영국의 록 밴드 비틀즈가 녹음한 곡이다. 이 곡은 폴 매카트니가 주장하는 추가 곡과 함께 존 레논에 의해 작곡되고 작곡되었다. 그 노래는 레논-매카트니에게 돌아갔다.
대부분의 가사는 19세기 로치데일에 있는 파블로 팽크의 서커스 포스터에서 따온 것이다. 이 곡은 BBC에서 연주가 금지된 《페퍼상사》 음반의 세 곡 중 하나였는데, 아마도 "말 헨리"라는 말이 개별적으로 헤로인 속어로 알려진 두 단어를 결합했기 때문일 것이다. 레논은 그 노래가 헤로인과 관련이 있다는 것을 부인했다.
1980년, 레논은 그 노래가 "그 그림처럼 순수한 수채화"라고 평했다. 중간 8개의 막대는 수 많은 페어그라운드 오르간의 녹음과 함께 칼리오페를 서로 붙는다.